# تيتسوؤو أوكاموتو
تيتسوؤو أوكاموتو (بالبرتغالية: Tetsuo Okamoto) هو سباح برازيلي، ولد في 20 مارس 1932 في ماريليا في البرازيل، وتوفي بنفس المكان في 1 أكتوبر 2007 بسبب قصور كلوي.

## وصلات خارجية
- تيتسوؤو أوكاموتو على موقع الاتحاد الدولي للسباحة (الإنجليزية)
- تيتسوؤو أوكاموتو على موقع اللجنة الأولمبية الدولية (الإنجليزية)
- تيتسوؤو أوكاموتو على موقع أوليمبيديا (الإنجليزية)
- تيتسوؤو أوكاموتو على موقع اللجنة الأولمبية البرازيلية (البرتغالية)